# Rüdern (Sugenheim)
Rüdern (fränkisch: Riedan) ist ein Gemeindeteil des Marktes Sugenheim im Landkreis Neustadt an der Aisch-Bad Windsheim (Mittelfranken, Bayern). Rüdern liegt in der Gemarkung Sugenheim.

## Geografische Lage
Durch den Weiler fließt der Tiefenbach, ein rechter Zufluss des Ehebachs. Südöstlich des Ortes grenzt das Flurgebiet Kipperland an, im Norden das Flurgebiet Viehtrieb, 0,5 km südwestlich liegt das Flurgebiet Maas und 0,5 km östlich das Waldgebiet Hochholz. Gemeindeverbindungsstraßen führen nach Neundorf (1,3 km westlich), nach Sugenheim zur Kreisstraße NEA 31 (1,9 km südlich) und nach Hürfeld zur Staatsstraße 2253 (1,1 km nordöstlich).

## Geschichte
In einem Eintrag des Würzburger Lehenbuches von 1303/13 wurde der Ort als „zu den Rodern“ erstmals erwähnt. Die Bedeutung des Ortsnamens ist unklar. Aus sprachwissenschaftlicher Sicht scheidet eine Ableitung von „riutan“ (ahd. für reuten, roden) aus.
Gegen Ende des 18. Jahrhunderts gab es in Rüdern 8 Anwesen (2 Höfe, 2 Güter, 2 Gütlein, 1 Haus, Gemeindehirtenhaus). Das Hochgericht, die Dorf- und Gemeindeherrschaft und die Grundherrschaft über alle Anwesen übte die Herrschaft Sugenheim aus. Das Hochgericht wurde auch vom würzburgischen Cent Markt Bibart beansprucht.
Im Rahmen des Gemeindeedikts wurde Rüdern dem 1811 gebildeten Steuerdistrikt Sugenheim und 1813 der Ruralgemeinde Sugenheim zugeordnet.

### Ehemaliges Baudenkmal
- Felsenkeller; am rundbogigen Hausteingewände des inneren Eingangs bezeichnet „1717“; der äußere Zugang zum tonnengewölbten Kellerhals aus Haustein im 19. Jahrhundert erneuert; zwei Fensterluken[11]

### Einwohnerentwicklung
| Jahr      | 001818 | 001840 | 001861 | 001871 | 001885 | 001900 | 001925 | 001950 | 001961 | 001970 | 001987 |
| Einwohner | 34     | 28     | 31     | 37     | 31     | 20     | 23     | 36     | 21     | 12     | 12     |
| Häuser    | 8      | 6      |        |        | 6      | 5      | 3      | 4      | 4      |        | 3      |
| Quelle    | [ 13 ] | [ 14 ] | [ 15 ] | [ 16 ] | [ 17 ] | [ 18 ] | [ 19 ] | [ 20 ] | [ 21 ] | [ 22 ] | [ 1 ]  |

## Religion
Der Ort ist seit der Reformation evangelisch-lutherisch geprägt und bis heute nach St. Erhard (Sugenheim) gepfarrt. Die Einwohner römisch-katholischer Konfession waren zunächst nach Mariä Himmelfahrt (Ullstadt) gepfarrt und sind jetzt nach St. Marien (Markt Bibart) gepfarrt.